# Rui Rei (futebolista)
Rui Rei de Araújo, conhecido como Rui Rei ou Ruy Rey (Rio de Janeiro, 17 de janeiro de 1953), é um ex-futebolista brasileiro que atuava como atacante.

## Carreira
Criado na Favela da Praia do Pinto, Rui Rei surgiu no futebol em um projeto comunitário na favela Cruzada de São Sebastião. Levado para o Flamengo, foi aprovado nos testes e fez parte do elenco do clube de 1970 a 1974, quando fez parte do elenco campeão estadual. Pelo Rubro-Negro, jogou 19 partidas (8 vitórias, 8 empates, 3 derrotas) e anotou sete gols.
Sua primeira passagem pela Ponte Preta foi por empréstimo em 1975.
Jogou também por empréstimo pela Portuguesa entre 1975 e 1976, onde fez 45 jogos e marcou 17 gols.
Em 1977, retornou à Ponte Preta e foi um dos destaques da campanha do time que chegou à final estadual daquele ano, inclusive marcando o gol da vitória da Macaca sobre o Corinthians no jogo de volta da final, o que forçaria uma partida extra. No entanto, no terceiro jogo da final, foi expulso pelo árbitro Dulcídio Wanderley Boschilla logo aos 16 minutos de partida, após ofendê-lo. Rui Rei foi posteriormente acusado de ter forçado a expulsão, pois poucos dias após a final, vencida pelo Corinthians, pondo fim à seca de títulos do clube, Rui Rei foi anunciado como reforço do clube.
Rui Rei ficou seis meses sem jogar até ser contratado pelo Corinthians. Com o Timão, ele conquistaria o título estadual em 1979, mas foi emprestado ao América-RJ na reta final da competição, para evitar uma nova polêmica com uma possível final contra a Ponte Preta. Passou ainda por empréstimo por Fortaleza e Botafogo, em 1980.
Rui ficou no Timão nos anos de 1978, 1979 e 1981, onde em boa parte foi reserva de Palhinha, fez 77 jogos (30 vitórias, 28 empates, 19 derrotas) e marcou 21 gols.
Após ganhar passe livre, atuou por três meses no Deportes Tolima, da Colômbia, em 1982.
Na volta ao Brasil, passou por Taubaté e São Cristóvão, em 1983.
Entre 1984 e 1985, atuou pelo Rio Negro de Manaus.
Ainda em 1985, passou pelo Bahia.
No ano seguinte, atuou pela Portuguesa/RJ.
Ruy Rey foi o primeiro brasileiro a jogar no País Basco, região entre a Espanha e a França, quando atuou pelo Sestao de Bilbau entre 1986 e 1988.
Encerrou sua carreira no Nova Cidade/RJ.
Em 1994, fundou a Associação Esportiva Ruy Rey, com fins lucrativos, no bairro do Tatuapé, zona leste de São Paulo, no Clube Social Tatuapé.
Advogado, se formou na Universidade Suan, em Bonsucesso, no Rio.

### Títulos
Flamengo
- Campeonato Carioca: 1974

Corinthians
- Campeonato Paulista: 1979